# Catalogo Kapp Records

## 33 giri

### 33 giri da 25 cm[1]
I 33 giri da 25 cm avevano una catalogazione a tre cifre, mentre quelli a 30 cm a quattro cifre; in entrambi i casi il prefisso era costituito dalle lettere KL
| Numero di catalogo | Anno         | Interprete                                                    | Titoli                                                          |
| ------------------ | ------------ | ------------------------------------------------------------- | --------------------------------------------------------------- |
| KL-100             | 1954         | Jimmy Shelton                                                 | A Boy, a Girl, a Lamplight: Jimmy Shelton Singing His Own Songs |
| KL-101             | 1954         | Roger Williams                                                | The Boy Next Door: A Piano Serenade for the Girl Next Door      |
| KL-102             | 1954         | Maria Cole                                                    | A Girl They Call Maria                                          |
| KL-103             | Ottobre 1954 | Bennie Benjamin & George Weiss with the Horace Diaz Orchestra | "Pop" Mambos                                                    |

### 33 giri da 30 cm[1]
I 33 giri da 25 cm avevano una catalogazione a tre cifre, mentre quelli a 30 cm a quattro cifre; in entrambi i casi il prefisso era costituito dalle lettere KL, sostituito per le emissioni stereofoniche da KS.
| Numero di catalogo | Anno           | Interprete                                       | Titoli                           |
| ------------------ | -------------- | ------------------------------------------------ | -------------------------------- |
| KL-1000            | Maggio 1954    | Eddie Albert & The University Interfaith Chorale | One God: The Ways We Worship Him |
| KL-1001            | Ottobre 1954   | Ernest Clemond & The Roma Sympho-Pop Orchestra   | Magical Memories of Savino       |
| KL-1002            | Luglio 1955    | Sunnysiders e Happy Harts                        | Hey Mr. Banjo                    |
| KL-1003            | Settembre 1955 | Roger Williams                                   | The Boy Next Door                |
| KL-1004            | Ottobre 1955   | Benny Payne                                      | Sunny Side Up                    |
| KL-1005            | Ottobre 1955   | George Wettling & Frank Signorelli               | Ragtime Duo: Keys and Skin       |
| KL-1006            | Ottobre 1955   | Ruth Price                                       | My Name Is Ruth Price. I Sing!   |
| KL-1017            | 1956           | Eddie Albert & Margo                             | Eddie Albert And Margo           |
| KL-1528            | 1968           | Stephen Monahan                                  | Stephen Monahan                  |

### 45 giri[2]
| Numero di catalogo | Anno | Interprete      | Titoli                                             |
| ------------------ | ---- | --------------- | -------------------------------------------------- |
| K-100              | 1954 | Jimmy Shelton   | Limelight/I Don't Want To Be Alone                 |
| K-101              | 1954 | Roger Williams  | You'll Never Walk Alone/The Boy Next Door          |
| K-102              | 1954 | Eddie Albert    | One God For/This I'm Thankful                      |
| K-103              | 1954 | Rosa Rio Trio   | Just A Bird's Eye View/Jimmy Valentine             |
| K-104              | 1954 | Jane Morgan     | Baseball, Baseball/Fairweather Friends             |
| K-107              | 1954 | Jane Morgan     | Why/The Heart You Break                            |
| K-108              | 1955 | Eddie Albert    | I'm In Favor Of Friendship/Come Pretty Little Girl |
| K-111              | 1955 | Jane Morgan     | I Try To Forget You/Why Don't They Leave Us Alone  |
| K-857              | 1967 | Stephen Monahan | Play While She Dances/Iron Horse                   |
| K-872              | 1967 | Stephen Monahan | Newberry Barn Dance/Long Live The King             |
| K-935              | 1967 | Stephen Monahan | City Of Windows/Lost People                        |